# Columbine High School

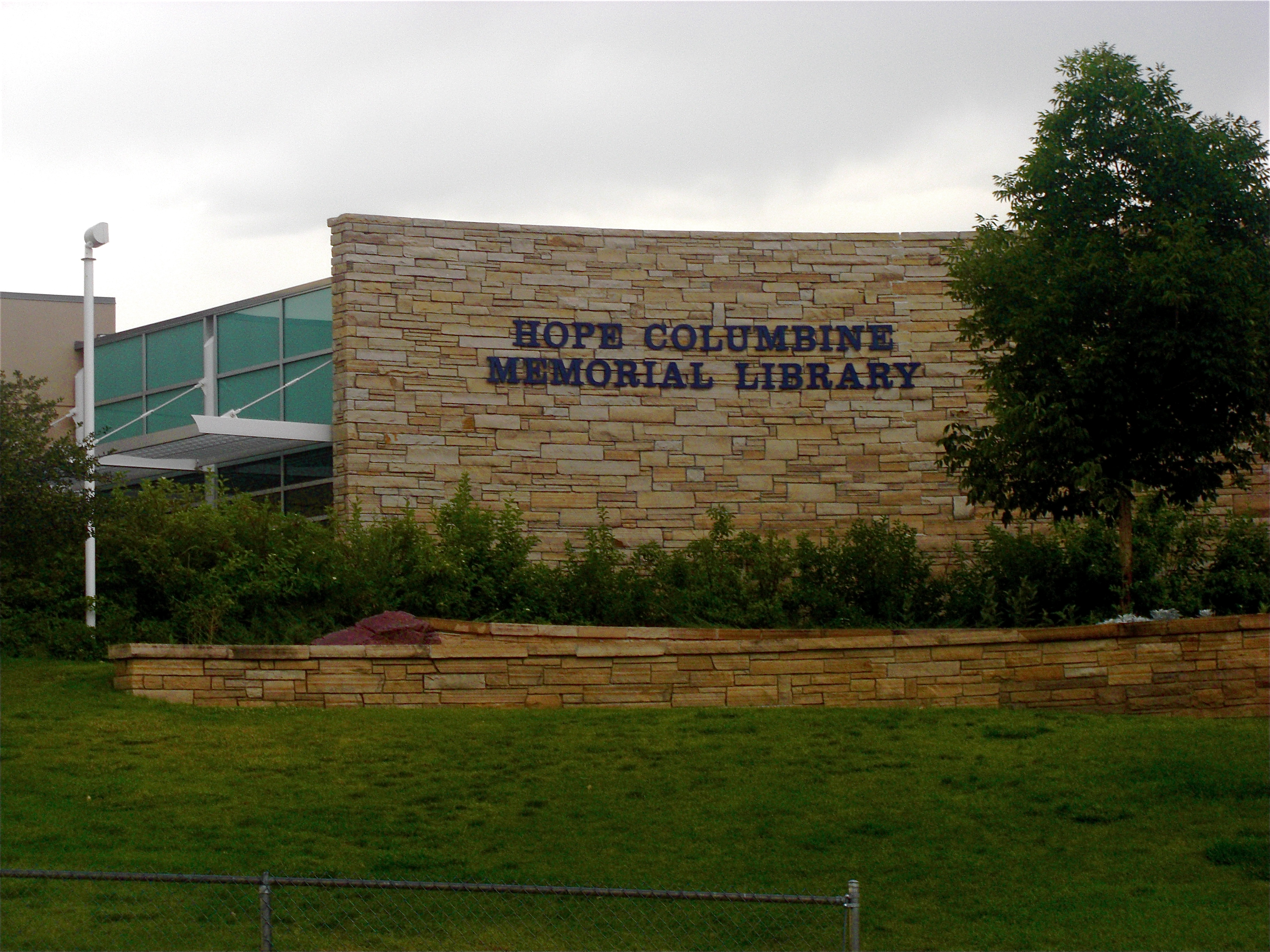
A biblioteca construída após o massacre.

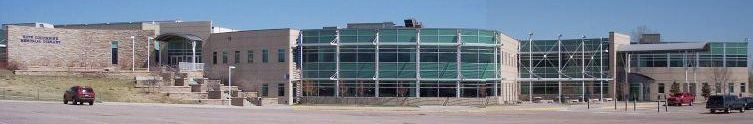
Visão panorâmica de Columbine em 2006.

Columbine High School (CHS) é uma escola de ensino médio em Columbine, Colorado, nos Estados Unidos. A escola faz parte do distrito das Escolas Públicas de Jefferson County (não do sistema das Escolas Públicas de Littleton). A escola está localizada na 6201 South Pierce Street, uma milha a oeste da fronteira da cidade de Littleton e uma milha e meia ao sul da cidade de Denver/fronteira do condado. "Littleton" é indicado no endereço postal da escola porque seu código postal, 80123, é principalmente associado àquela cidade, a sede de Arapahoe County. As cores oficiais da escola são azul e prata.

## História
Columbine High School foi inaugurada no outono de 1973, com uma capacidade para 1.652 alunos. A escola foi nomeada após a comunidade circundante de Columbine, que, por sua vez, foi nomeada por causa da flor do estado do Colorado: a columbine. O primeiro diretor da escola foi Gerald Difford. Não houve nenhuma turma sênior durante o primeiro ano da escola; sua primeira turma de graduação foi em 1975. As cores da escola foram escolhidas por meio de uma votação dos alunos da Ken Caryl Junior High School e da Bear Creek High School, que foram os primeiros a frequentar a Columbine High School quando a mesma inaugurou, em 1973.
A escola passou por reformas significativas desde a sua primeira inauguração: em 1995, com a adição de uma nova lanchonete e biblioteca; em 1999-2000 (após o massacre), com a remodelação interior dos corredores, da lanchonete e da antiga biblioteca; e no início de 2000, com a adição da nova biblioteca, HOPE Columbine Memorial Library, e um memorial no site.

### Massacre
Columbine High School foi o palco de um dos tiroteios em massa mais fatais da história moderna dos Estados Unidos. O massacre ocorreu em 20 de abril de 1999, quando os alunos seniores Eric Harris e Dylan Klebold mataram doze alunos e um professor, ferindo também outras 24 pessoas, antes de se suicidarem. O massacre causou manchetes em todo o país e em todo o mundo, transformando Columbine em um nome familiar, e causando pânico moral em escolas americanas. Foi o mais sangrento tiroteio em uma escola na história dos Estados Unidos até 14 de fevereiro de 2018, quando 17 pessoas foram mortas no Massacre na Stoneman Douglas High School.
Após o massacre, as aulas na Columbine High School foram realizadas na Chatfield Senior High, uma escola próxima, para as três semanas restantes do ano escolar.
A escola teve uma grande reforma em 1995, quatro anos antes do massacre, com a construção de uma nova biblioteca e uma nova lanchonete. Após o massacre, a biblioteca da escola, que ficava localizada acima da lanchonete, foi completamente demolida, pois foi o local onde a maioria das vítimas morreram. Então, o local foi transformado em um memorial e em um átrio; uma biblioteca nova e maior foi construída na colina onde o tiroteio começou e foi dedicada à memória das vítimas.

## Alunos notáveis
- Darrel Akerfelds – arremessador da Major League Baseball, jogando com os Oakland Athletics, os Cleveland Indians, os Texas Rangers e os Philadelphia Phillies, de 1986 à 1991[14][15]
- Cassie Bernall – uma das 13 vítimas do massacre de Columbine
- Lauren Townsend-uma das 13 vítimas do massacre de Columbine
- Eric Harris – um dos autores do massacre de Columbine
- Wes Hart – jogador da MLS, que jogou pela última vez no San Jose Earthquakes em 2005
- Allan Kayser – ator, que interpretou "Bubba" no sitcom Mama's Family[16]
- Dylan Klebold – um dos autores do massacre de Columbine
- Sue Manteris – apresentadora noticiária da mídia do Las Vegas TV e do canal 3; interpretou uma repórter da CNN, Sue Tripathi, no filme Miss Congeniality 2: Armed and Fabulous
- Todd Park Mohr – guitarrista e vocalista da banda Big Head Todd and the Monsters
- Patrick Neville – político
- Jeanie Schroder – membro do grupo DeVotchKa
- Rachel Scott – a primeira das 13 vítimas do massacre de Columbine; o programa para jovens, Rachel's Challenge, foi criado em sua memória